# (358675) Bente
(358675) Bente est un astéroïde de la ceinture principale.

## Description
(358675) Bente est un astéroïde de la ceinture principale. Il fut découvert le 16 décembre 2007 à Uccle par Peter De Cat. Il présente une orbite caractérisée par un demi-grand axe de 2,52 UA, une excentricité de 0,16 et une inclinaison de 7,2° par rapport à l'écliptique.

## Compléments